# Zelmer

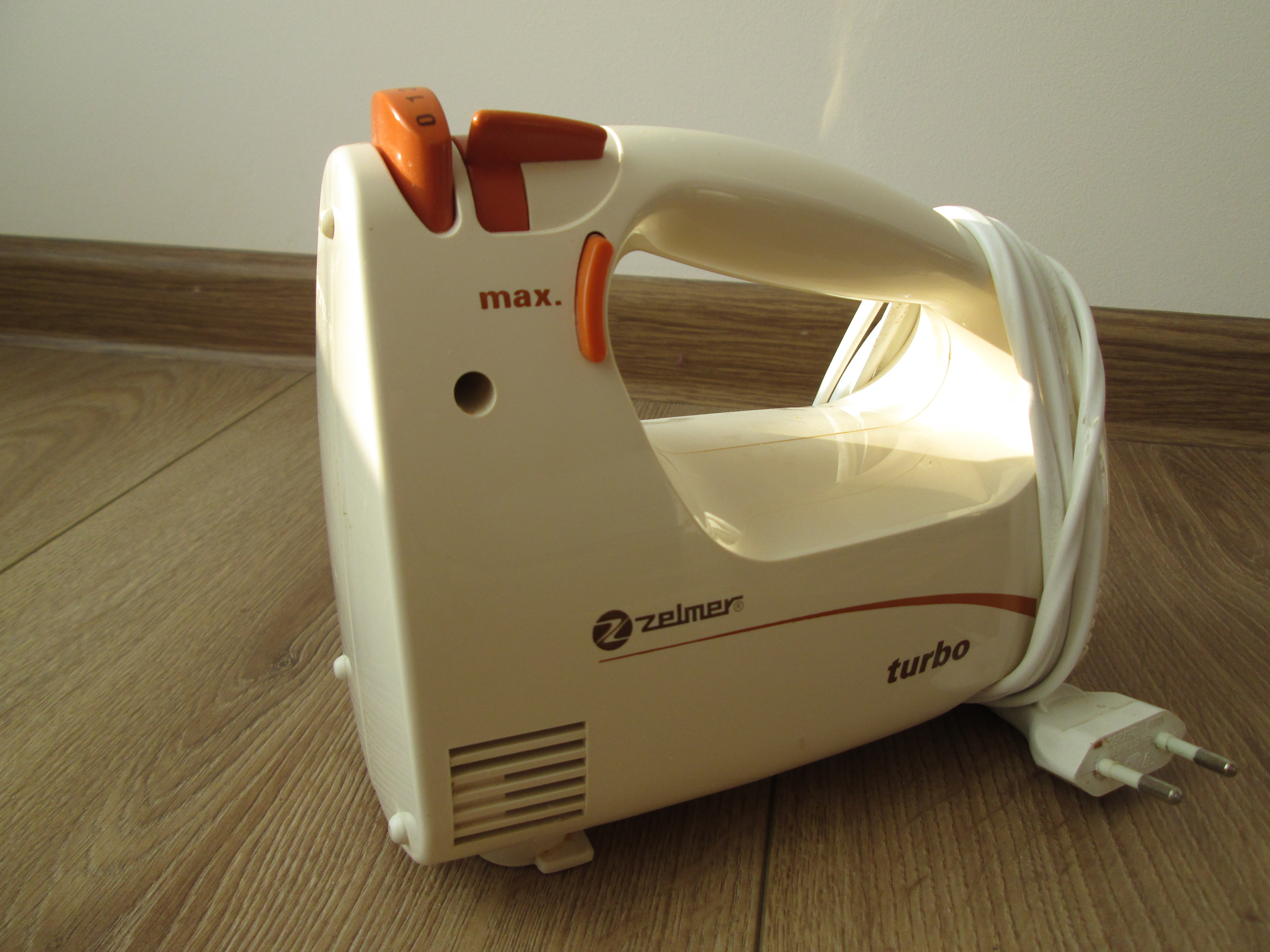
Zelmer миксер, тип 181

Zelmer — польский бренд бытовой техники. С 2020 года компания и права на бренд принадлежат испанской B&B Trends.

## История компании
- 1951 год — основана компания Zelmer как государственная фабрика по производству велосипедов и детских колясок.
- 1953 год — начато производство бытовой техники, пылесосов «Альфа» и «Гамма».
- 1969 год — начинается производство пылесосов «Зелмер 03» и «Альфа К-2Л» и коллекторного двигателя для пылесосов. Эти изделия, а также полотёр удостоены знака качества «1». К этому времени на заводе «Зелмер» работает свыше 1 000 человек.
- 1975 год — в значительной степени расширяется территория предприятия. Построены здания отдела PR-60, инструментального цеха и отдела PR-30. Впервые производство коллекторных двигателей превысило 1 миллион.
- 1984 год — запущена новая гальванизационная линия. «Зелмер» награждён Министром внешней торговли Польши почётной грамотой за выдающиеся достижения в области экспорта.
- 2001 год — министр финансов Польши заявил о переводе на коммерческую основу госпредприятия «Зелмер» с головным управлением в Жешуве, преобразовав его в акционерное общество.
- 2004 год — комиссия по ценным бумагам и биржам допустила акции «Зелмер» к открытому обращению.
- 2006 год — товарная линейка насчитывает около 50 продуктов.
- 2009 год — товарная линейка насчитывает около 150 продуктов.
- 2013 год — компания Zelmer стала частью группы BSH (Bosch und Siemens Hausgeräte GmbH).[2]
- 2017 год — ликвидация Zemler S.A. — с тех пор Zelmer существует только как торговая марка оборудования BSH.[3]
- 2019 год — BSH прекращает производство мелкой бытовой техники под брендом Zelmer.[4]
- 2019 год — Zelmotor (поставщик запчастей для Zelmer) начинает производство бытовой техники.[5]
- 2020 год — BSH продает бренд и права на товарный знак Zelmer испанской компании Small Domestic Appliances Group B&B Trends.[6][7]
- 2020 год — B&B Trends начинает продавать свою продукцию под брендом Zelmer.[7]